# Christopher Mastomäki
Christopher Jan Junior Mastomäki, född 8 december 1996 i Nacka, Stockholms län, är en svensk professionell ishockeyspelare. Mastomäki har tidigare spelat för bland annat Västerås Hockey och Luleå HF. Från och med säsongen 2017/2018 spelar Mastomäki för Örebro HK i SHL, och han är även varit både ordinarie och assisterande lagkapten för den klubben.